# Tarapur-Aufstand
Der Tarapur-Aufstand war eine Aufstandsbewegung gegen die marathisch-britische Dominanz in der Region des Fürstenstaates Bastar, welche praktisch während der gesamten Regierungszeit des Rajas Bhopal Deo (reg. 1842–53) andauerte. Anführer war der jüngere Bruder des Rajas, Lal Dalganjan Singh (* ca. 1826), der Unterstützung hauptsächlich bei den Angehörigen der Tribals im Gebiet von Tarapur fand.

## Ursachen
Nachdem die Britische Ostindien-Kompanie ihre Herrschaft bis 1800 militärisch abgesichert hatte, ging man daran, die Kontrolle über die von den Marathen kontrollierten Gebiete auszubauen. Bastar wurde als zu arm eingeschätzt, um unter direkte Verwaltung gestellt zu werden.
Bhopal Deo ernannte seinen 16 Jahre alten, jüngeren Bruder 1842 zum Gouverneur des pargana von Tarapur, östlich der Hauptstadt Jagdalpur, an der Grenze zum Fürstenstaat Jeypore, der traditionell mit Bastar verfeindet war. Der Distrikt wurde deshalb als Militärbastion für Aushebungen genutzt. Die Häuptlinge zahlten traditionell einen festen Satz an Abgaben kollektiv für ihren Stamm. Durch Manipulationen bei der Vermessung des bebauten Landes, nötig geworden durch die Einbindung in das koloniale Wirtschaftssystem, wurde die Abgabenlast, die nun individuell festgelegt wurde, stark erhöht.
Der neue Gouverneur machte sich bei seinen Untertanen schnell beliebt, weil er seine Stellung nicht zur persönlichen Bereicherung durch zusätzliche Abgaben nutzte und die traditionellen Lebensweisen respektierte. Der Raja bestand jedoch auf einer Steuererhöhungen, um Tribut an den Maratha-Herrscher von Nagpur zahlen zu können.
Dalganjan Singh, der diese Maßnahme nicht durchführen wollte, plante, sich nach Jeypore zu begeben. Repräsentanten der Stämme überzeugten ihn jedoch, sich an ihre Spitze zu stellen, wenn sie bewaffneten Widerstand leisten würden.

## Ablauf
Der bastarische Diwan Jagabandhu, dem von Amts wegen die Steuereintreibung zustand, wurde von der indigenen Bevölkerung gefangen genommen und dem ambitionierten Dalganjan Singh übergeben, der ihn zu seinem Bruder zurücksandte. Der Diwan überzeugte nun den Raja, dass Dalganjan Singh gefangen genommen werden müsse. Dafür war jedoch die Zustimmung der Herrscher von Nagpur nötig. Jagabandhu begab sich zu deren Residenz. Nachdem der Befehl zu seiner Verhaftung ergangen war, unterwarf sich Dalganjan Singh zunächst und begab sich nach Nagpur, wo er sechs Monate festgehalten wurde. Während seines Aufenthalts dort, kam es zu Verhandlungen mit dem britischen Residenten Major Wilkinson.
Es wurde abgemacht, dass Dalganjan Singh die Position Jagabandhus übernahm. Er erhielt weitergehende Rechte als bisher sowie eine Apanage von 18 garhs. Die beiden Brüder blieben jedoch verfeindet, weshalb sich Bhopal Deo 1848 erneut beschwerte, weil sein Bruder ihm zu mächtig geworden war. Der abgesetzte Dalganjan Singh wurde diesmal in Raipur vernommen, jedoch nach etwa einem halben Jahr erneut als Diwan eingesetzt. Mit ihm ergebenen Kämpfern kehrte er zurück und verhaftete Jagabandhu, der wieder Diwan war, und Jagannath Bahidar. Die Regierung in Nagpur entsandte nun eine Marathen-Truppe nach Bastar, um für Ruhe zu sorgen. Captain Fenwick, der die Vorgänge in Bastar zu prüfen hatte, war der erste Europäer, der den Staat in offizieller Kapazität bereiste.
Etwa drei Jahre später plante Dalganjan Singh, vor seinen Feinden bei Hofe nach Jeypore zu fliehen. Zunächst gelangte er bis Tarapur. Der Raja ließ ihn durch Jagabandhu und Jagannath Bahidar verfolgen. Singh hatte jedoch das inzwischen das Volk mobilisiert. Die beiden Verfolger fielen ihm nach Kämpfen in die Hände. Sie wurden in Tarapur für einige Zeit in Ketten gelegt und bis zum Hals eingegraben. Auf die folgende Beschwerde hin wurde Dalganjan Singh nach Raipur beordert. Ihm wurde dann in Nagpur 1852 der Prozess gemacht, in dem er wegen Plünderns zu 1½ Jahren Haft verurteilt wurde.
Bald darauf erreichte Nagpur die Nachricht vom Tode Bhopal Deos. Sein Sohn Bhairam Deo erbat die Freilassung des Onkels, der 1853 nach 2¼jähriger Abwesenheit nach Bastar zurückkehrte. Er hatte sich bereit erklärt, den neuen Raja als rechtmäßigen Herrscher anzuerkennen und sich nicht außerhalb der ihm zugesprochenen 18 garhs aufzuhalten.
Bhairam Deo erwies sich in den Folgejahren als extrem schwacher Herrscher, dessen vollkommene Unterwerfung unter das britische Kolonialsystem 1870 dann zum Muria-Aufstand (1876) in seinem Land führte. Dessen Ursachen lagen auch in den Fernwirkungen des Beschlusses der Cotton Supply Association der Manchester-Handelskammer von 1853, das benachbarte Nagpur in einen Distrikt für Baumwoll-Monokultur zu verwandeln.